# Walter Schroth
Pour les articles homonymes, voir Schroth.
Walter Schroth, né le 3 juin 1882 à Glumbowitz et mort le 6 octobre 1944 à Wiesbaden, est un General der Infanterie dans la Heer dans la Wehrmacht pendant la Seconde Guerre mondiale.
Il a été récipiendaire de la Croix de chevalier de la Croix de fer. La Croix de chevalier de la Croix de fer est attribué pour la récompense à une action ou bravoure extrême sur le champ de bataille ou un commandement avec un succès militaire significatif.

## Biographie
Walter Schroth s'enrôle le 27 février 1902 dans le 46e régiment d'infanterie de l'armée impériale. Il obtient la croix de fer pendant la Première Guerre mondiale. Après une carrière brillante entre les deux guerres, il est promu General der Infanterie, le 1er février 1938. Schroth obtient la Croix de chevalier de la Croix de fer après les combats de Brest-Litowsk. Il est nommé gouverneur de la IVe région militaire à Dresde, le 30 avril 1942. Le 1er mai 1943, il est nommé gouverneur militaire de la XIIe région militaire (Wehrkreis XII) à Wiesbaden.
Après l'attentat du 20 juillet 1944 contre Hitler, il est l'un des membres de la Cour d'honneur chargée d'examiner l'implication de certains officiers dans l'attentat. Le 6 octobre 1944, il trouvera la mort dans un accident de voiture près de Wiesbaden.

## Décorations
- Croix de fer (1914)
  - 2e Classe
  - 1re Classe
- Croix d'honneur
- Médaille des Sudètes
- Croix de fer (1939)
  - 2e Classe
  - 1re Classe
- Insigne de combat d'infanterie
- Médaille du Front de l'Est
- Croix de chevalier de la Croix de fer
  - Croix de chevalier le 9 juillet 1941 en tant que General der Infanterie et commandant du XII. Armeekorps[1]